# Malarstwo religijne

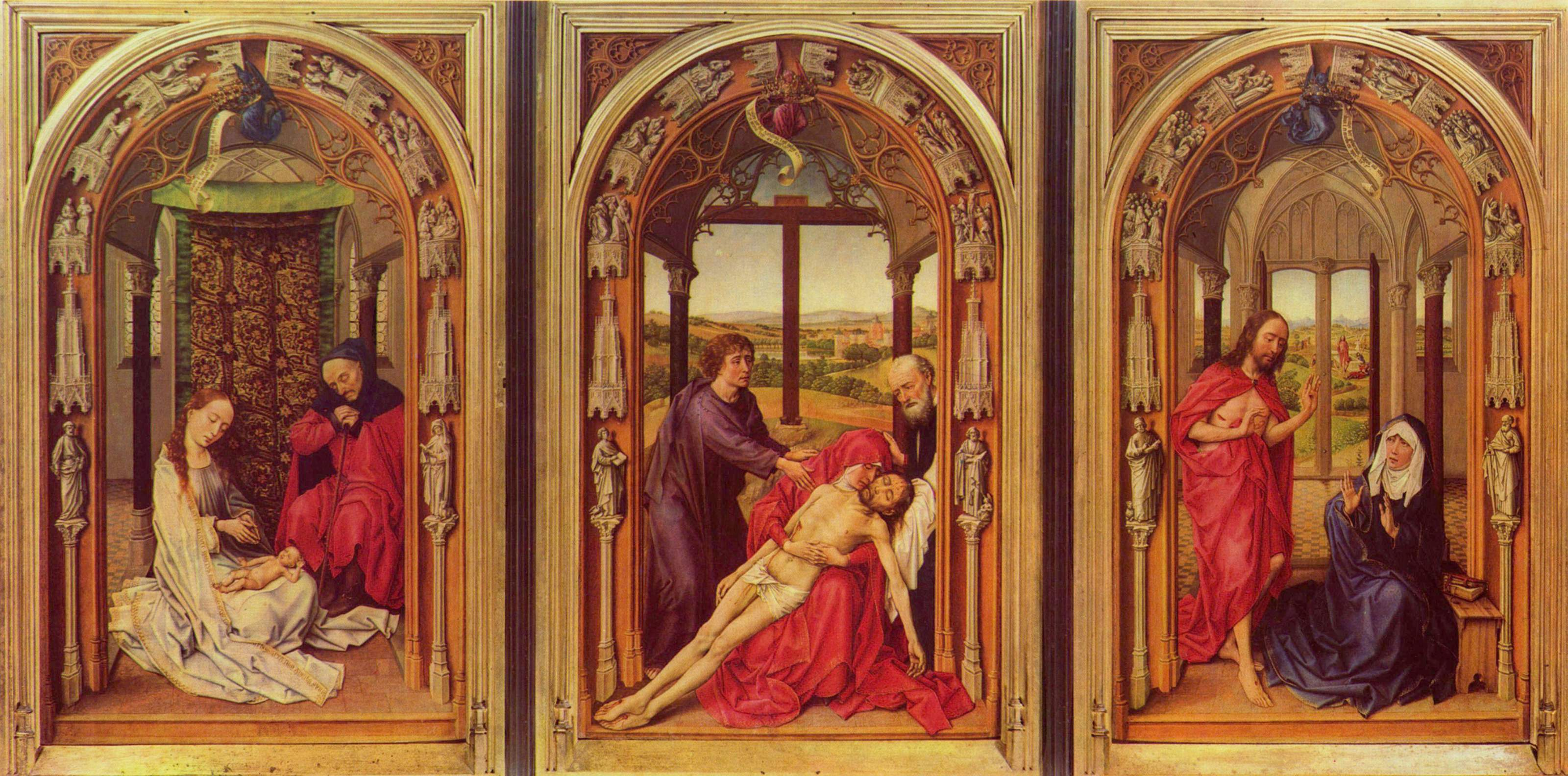
Rogier van der Weyden, Ołtarz Miraflores (ok. 1435)

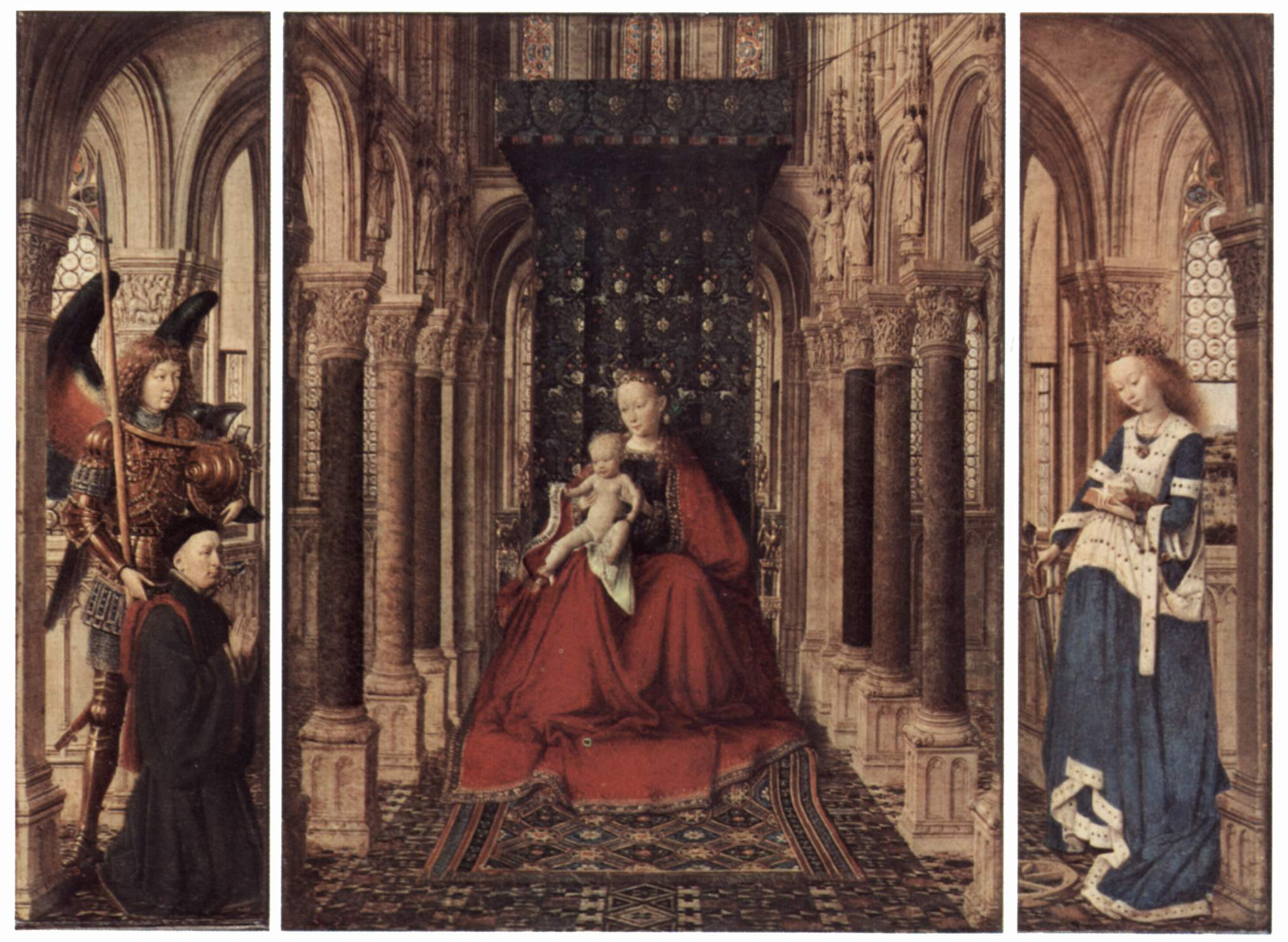
Jan van Eyck, Tryptyk z Madonną tronującą w kościele (ok. 1437)

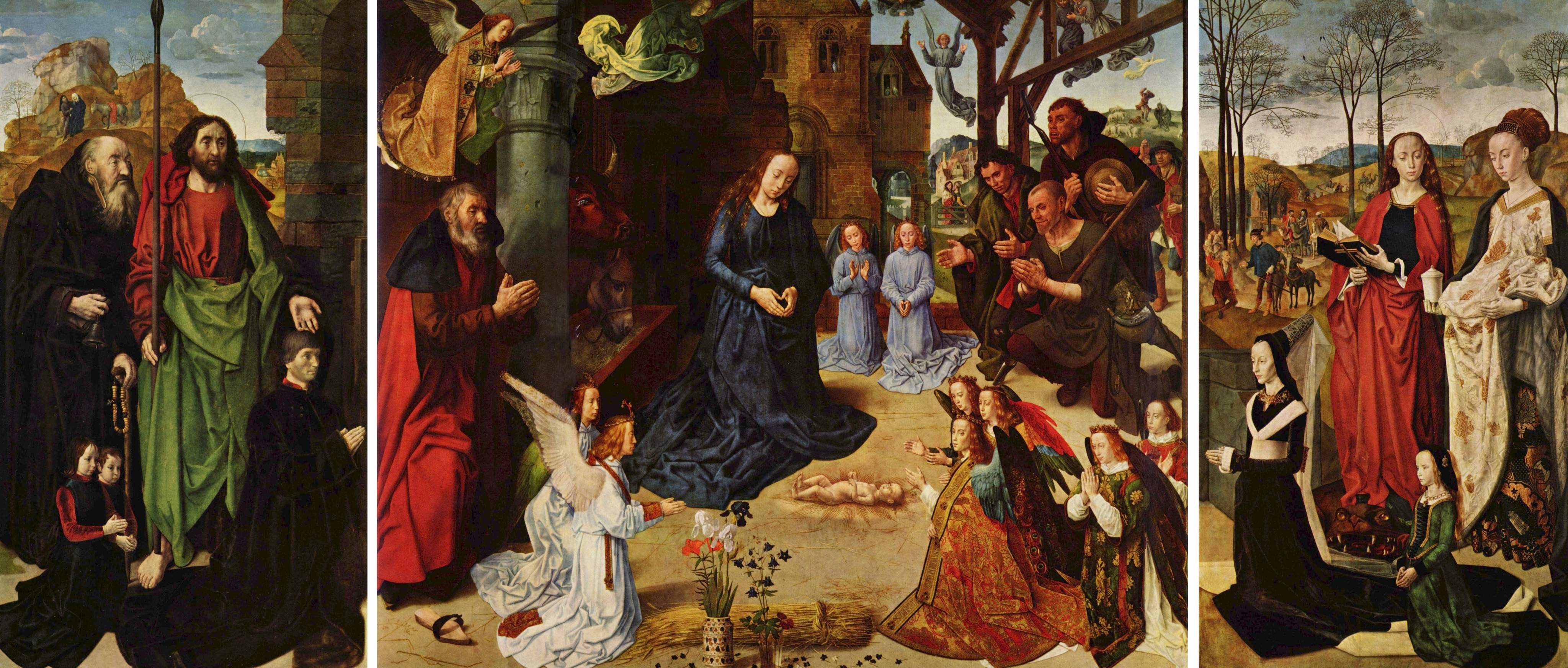
Hugo van der Goes, Tryptyk Portinarich (1473-1477)

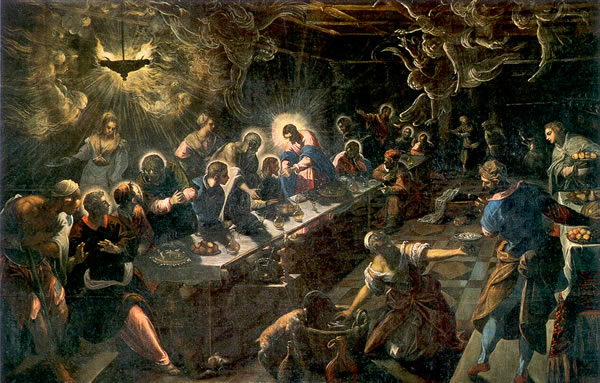
Jacopo Tintoretto, Ostatnia Wieczerza (1594)

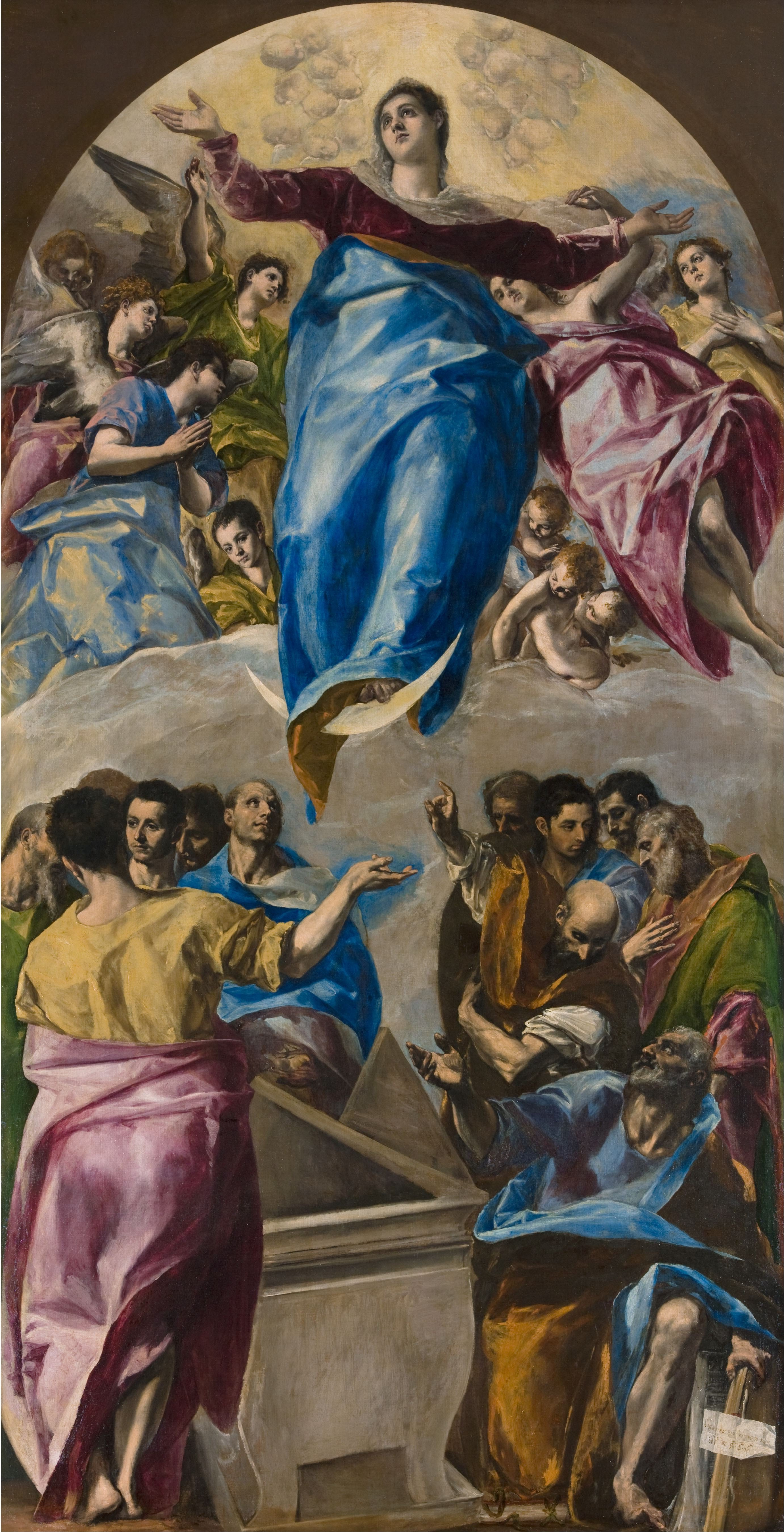
El Greco, Wniebowzięcie Maryi (1577-1579)

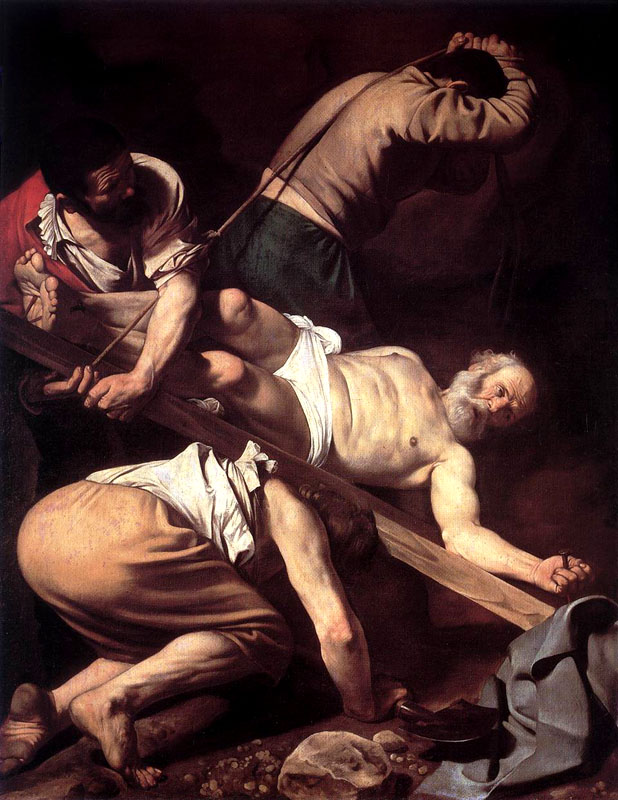
Caravaggio, Ukrzyżowanie św. Piotra (1601)

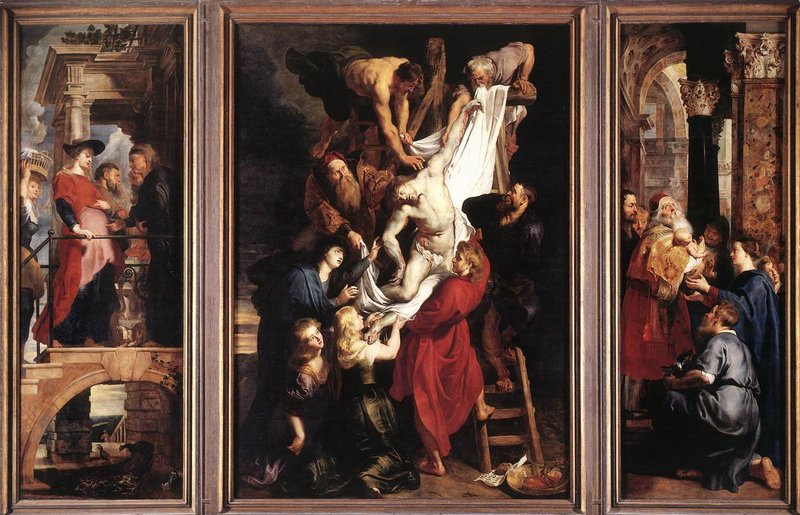
Peter Paul Rubens, Zdjęcie z krzyża (1611-14)

Malarstwo religijne – przedstawienia Boga Ojca, Trójcy Świętej i aniołów, epizodów ze Starego i Nowego Testamentu, scen z życia Matki Boskiej, wizerunków świętych i błogosławionych oraz wydarzeń z historii i życia Kościoła (chrystianizacja Europy, mnisi, życie liturgiczne, rok kościelny i jego święta, sakramenty, modlitwa i medytacja itp.)

## Typy przedstawień
- prezentacyjne (poszczególne Osoby Boskie i cała Trójca Święta, patriarchowie, prorocy, kapłani, królowie i bohaterowie Starego Testamentu, apostołowie, Ewangeliści, święci i dostojnicy Kościoła, reformatorzy, twórcy nowych wspólnot chrześcijańskich),
- dewocyjne (Ecce Homo, Chrystus Frasobliwy, Niesienie Krzyża, Madonna z Dzieciątkiem, Pietà, przedstawienia Najświętszego Serca Pana Jezusa itp.),
- historyczne (sceny ze Starego i Nowego Testamentu, apokryficzne sceny z życia Marii i Świętej Rodziny, motywy z życia świętych),
- alegoryczne (Fons Vitae, Hortus deliciarum, Tablica Prawa i Łaski, Speculum Humanae Salvationis, Concordantia Caritatis, Żywe Drzewo Krzyża, personifikacja Cnót, Przywar i Sztuk Wyzwolonych, emblematyka religijna).

## Formy
- mozaiki (Rawenna),
- witraże (Katedra w Chartres),
- freski na ścianach i sklepieniach (Kaplica Sykstyńska),
- jednorodne tematycznie i formalnie cykle obrazów w kaplicach kościelnych i prywatnych (Kaplica Scrovegnich),
- malarstwo ołtarzowe (dyptyki, tryptyki, poliptyki, pentaptyki) (Ołtarz z Isenheim),
- ikony (ikonostas),
- acheiropoieta – przedstawienia Jezusa Chrystusa „nieuczynione rękoma ludzi”, uważane za powstałe w sposób nadprzyrodzony (Mandylion, chusta św. Weroniki, Całun Turyński),
- Droga Krzyżowa – zespół (od. XV w. 14 stacji) przedstawień obrazujących Mękę Pańską (labirynty posadzkowe w katedrach gotyckich, Drogi Krzyżowe w przestrzeni miejskiej, kalwarie),
- obrazy dewocyjne do użytku prywatnego,
- małe ołtarzyki podróżne zamykane na czas transportu,
- iluminowane modlitewniki rękopiśmienne i drukowane (całostronicowe kompozycje ze scenami figuralnymi, ornamenty oplatające tekst lub inicjały).

## Funkcje
- lekcja wiary dla ludzi niepiśmiennych (błędnie utożsamiana z funkcją kodeksów tzw. Biblii pauperum),
- wizualne przypomnienie tajemnicy Wcielenia i dokonań świętych,
- zachęta do pobożności.